# Fald labioscrotal
Faldurile labioscrotale reprezintă structuri pare ale embrionului, care reprezintă etapa finală a dezvoltării regiunii terminale ale organelor genitale externe.
În funcție de sex, faldurile labioscrotale se dezvoltă în:
- labii mari - la femeie;
- scrot - la bărbat.